# Віцилопочтлі

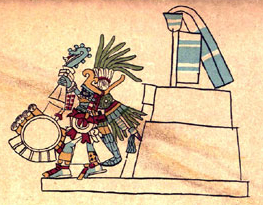
Віцилопочтлі — «колібрі-шульга», «колібрі лівого боку», бог війни та Сонця

Віцилопо́чтлі (науатль Huitzilopōchtli; [wi.ʦi.lo.ˈpoːʧ.tɬi]) — «колібрі лівого боку» або «колібрі-шульга») — верховний бог в міфології ацтеків. Син Коатлікуе та Мішкоатля.

## Опис
Спочатку був богом племені ацтеків (колібрі часто є уособленням сонця в багатьох індіанських племен Центральної Америки). Віцилопочтлі обіцяв ацтекам, що приведе їх до місця, де вони будуть його обраним народом. Це відбулося за правління вождя Теноче. Пізніше Віцилопочтлі увібрав до себе риси давніших богів, а також бога сонця Тонатіу та Тескатліпокі (що іноді виступав як його двійник). Він став богом блакитного ясного неба, молодого сонця, війни та мисливства, заступником народженої ацтекської знаті. В деяких варіантах міфа Віцилопочтлі пов'язується з давніми божествами родючості. В інших міфах Віцилопочтлі виступає як воїн, що перемагає щоденно сили ночі і не допускає, щоб вони знищили сонце. Звідси його зв'язок з культовими об'єднаннями «воїнів-орлів». Віцилопочтлі зображувався антропоморфно в шоломі, що мав форму колібрі, з щитом, оздобленим п'ятьма пуховими кульками, і луком або зі списоштовхачкою та дротиками. Віцилопочтлі — одне з найшанованіших божеств. Йому приносились криваві людські жертви. На честь Віцилопочтлі був споруджений храм в Теночтітлані. В часи урочистих свят, які відбувалися двічі на рік, виготовлялось величезне зображення Віцилопочтлі, з хлібного тіста з медом. Це зображення після релігійних обрядів розламувалося на шматки та з'їдалося усіма учасниками свята.

## У міфології
Матір'ю Віцилопочтлі була Коатлікуе, а батьком — грудка пір'я колібрі (або за іншою версією Мішкоатль). Його сестра Малінальшочі, прекрасна чарівниця, також була його суперником. Його посланником служив Пайналь.
Легенда про Віцилопочтлі записана в хроніках Мешикайотль. Його сестра Койольшаукі намагалася убити його матір за те, що вона завагітніла від пір'я. Проте, дізнавшись про це, Віцилопочтлі вистрибнув з чрева матері в повному військовому вбранні та убив Койольшаукі, а також багато з 400 своїх братів і сестер Сенцонуїцнауа. Потім він закинув відрубану голову сестри високо в небо, де та стала Місяцем, а кинуті услід брати і сестри — зірками.
Віцилопочтлі був племінним богом і легендарним чарівником ацтеків. Спочатку його важливість для народів науа була невеликою, але після утворення імперії ацтеків, її правитель Тлакаелель вніс зміни в пантеон богів, поставивши Віцилопочтлі на один рівень з Кетцалькоатлем, Тлалоком і Тескатліпокою і призначивши його богом Сонця. Таким чином, Віцилопочтлі зайняв місце бога Нанауатцина з легенд науа.

## Культ

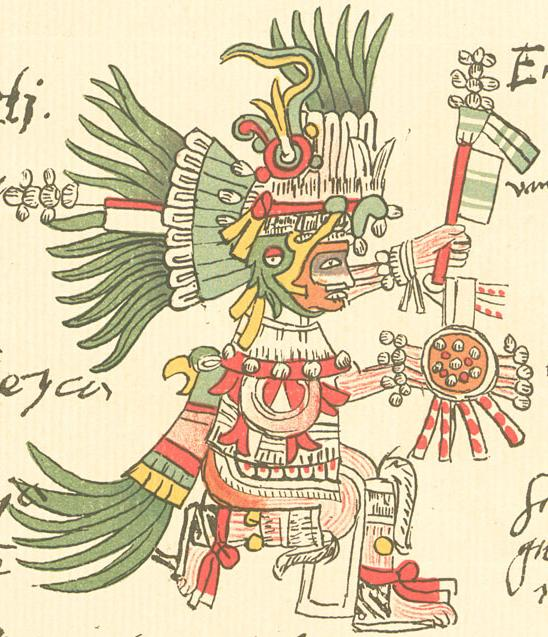
Віцилопочтлі, зображений в Кодексі Теллеріано-Ременсіса.

Стверджувалося, що Віцилопочтлі постійно бився з пітьмою і потребував постійного поповнення сил шляхом жертвопринесення, які дозволяли сонцю протриматися ще один 52-річний цикл. З 18 фестивалів, що проводяться ацтеками протягом року, один присвячувався Віцилопочтлі. За часів правління Тлакаелеля, ацтеки вірили, що людські жертвопринесення зможуть затримати кінець світу хоч би ще на 52 роки.
Храм Темпло Майор в Теночтітлані був присвячений Віцилопочтлі і Тлалоку, оскільки їх сили вважалися рівними. Темпло Майор був виконаний у вигляді піраміди з двома храмами-близнятами — присвяченим Віцилопочтлі зліва і Тлалоку справа.